# Гудзенко Пантелеймон Петрович
Пантелеймон Петрович Гудзенко (нар. 27 липня (9 серпня) 1907, Дернове — 17 серпня 1994, Київ) — український архівіст, археограф, історик, доктор історичних наук (з 1966 року), професор (з 1968 року). Старший лейтенант державної безпеки.

## Життєпис
Народився 27 липня (9 серпня) 1907 року в селі Дерновому (нині Тростянецького району Сумської області) в селянській родині. У 1924 році закінчив семирічну школу, після чого у 1924–1926 роках навчався в агропрофшколі містечка Тростянця, у 1926–1927 роках — у Харківському педагогічному технікумі. В 1931 році закінчив історичний факультет Харківського інституту педагогічної професійної освіти. У 1930–1932 роках викладав соціально-економічні дисципліни на робітничому факультеті Харківського сільськогосподарського інституту. Одночасно працював науковим співробітником Центрального державного архіву Жовтневої революції та соціалістичного будівництва УРСР. Член ВКП(б) з березня 1941 року.
Протягом 1930–1948 років займався науково-дослідною та адміністративною роботою в архівних установах України: старший науковий співробітник, завідувач відділом, заступник начальника Архівного управління НКВС УРСР, з 1943 року — начальник Архівного управління НКВС України. Під час німецько-радянської війни перебував в оперативній групі НКВС УРСР на Південному фронті, Сталінградському фронті, Воронезькому фронті і Першому Українському фронті. У 1947 році захистив кандидатську дисертацію. У 1948–1950 роках працював у Комісії з історії Великої Вітчизняної війни: старший науковий співробітник, завідувач відділом фондів, заступник голови з наукової роботи. Від 1950 року — в Інституті історії АН УРСР, обіймав посади старшого наукового співробітника (одночасно у 1950–1952 роках — учений секретар Відділення суспільних наук АН УРСР), завідував відділами археографії (1952–1955, 1959 роки), історії соціалістичного і комуністичного будівництва (1959–1964), історії соціалістичного будівництва (1964–1977), одночасно у 1967–1977 роках — заступник директора Інституту з наукової роботи, з 1977 року і до виходу на пенсію (1981) — старший науковий співробітник-консультант. Працюючи в Інституті історії АН УРСР, був також членом вченої ради Київського університету, членом наукової ради Головного архівного управління при РМ УРСР.
Жив у Києві в будинку на Печерському узвозі, 8, квартира 30. Помер 17 серпня 1994 року у Києві.

## Наукова діяльність
Автор понад 100 праць з історії України новітнього періоду та археографії; відповідальний редактор, член редколегій, керівник авторського колективу низки фундаментальних праць з історії України:
- «Історія Києва» у 2-х томах (1959);
- «Історія робітничого класу УРСР» (Київ, 1967, том 2);
- «Історія селянства УРСР» (Київ, 1967, том 2);
- «Розвиток української культури за роки Радянської влади» (Київ, 1967);
- «Історія Української РСР» (Київ, 1967, том 2);
- «Радянська енциклопедія історії України» (Київ, 1969—1972, томи 1—4);
- «Історія робітників Донецького басейну» (Київ, 1981);
- «Історія міст і сіл Української РСР» та інше.

Протягом тридцяти років очолював роботу в Інституті історії АН УРСР з підготовки й видання збірників архівних документів і матеріалів. За його участю видано збірки документів:
- «Возз'єднання українського народу в єдиній українській радянській державі» (Київ, 1949);
- «Воссоединение Украины с Россией» (Москва, 1953, том 2);
- «Робітничий контроль і націоналізація промисловості на Україні (1917—1921)» (Київ, 1957);
- «Промышленность и рабочий класс Украинской ССР в годы второй и третьей пятилеток» (Київ, 1977, частини 1—2) та інше.

## Відзнаки
- Заслужений діяч науки УРСР (з 1977 року).
- Лауреат Державної премії УРСР в галузі науки і техніки (1980; за восьмитомну працю «Історія Української РСР»)[1].
- шість медалей СРСР
- Грамота Президії ВР УРСР.